# 濫國
滥国，春秋时期小型诸侯国，曹姓。西周宣王在位时，邾国国君是夷父颜。夷父為其名，字颜，另字伯颜，谥号邾武公，史称邾子夷父或邾颜公。夷父颜被诛后，周王命其弟叔术代理邾国君位。叔术贤明有德，在公族中威望很高。叔术代位十多年后，夷父颜的冤诛才得以昭雪，谥号邾武公，并且把国君让给了夷父颜的儿子夏父，夏父继位。夏父把其叔父叔术封到滥（今山东滕州东南土城村，坐落在县城东南60里，属羊庄镇，位于薛河北岸，与陶山隔河相望），建立滥国，为邾国的附庸。鲁昭公二十一年（前 521）滥国国君黑肱降于鲁，国亡。